# 曲格平
曲格平（1930年6月—），男，山东肥城人，中华人民共和国环境科学专家、政治人物，中国共产党党员。

## 生平
山东大学文学艺术系毕业，吉林大学有机化学专业大学学历。历任保定电影胶片厂副厂长；化学工业部副处长、处长，国家计委处长，国务院环境保护领导小组办公室副主任；中国常驻联合国环境规划署代表；国务院环境保护委员会办公室主任，国家环境保护局局长等职。
第八届全国人大常委会委员。1998年3月，第九届全国人大第一次会议上，他当选全国人民代表大会常务委员会委员、全国人大环境与资源保护委员会主任委员。